# Apropiació tecnològica
No confondre amb "Domesticació Tecnològica"
Apropiació tecnològica és el concepte utilitzat per explorar la relació entre 'tecnologia' i 'individu' i descriure el procés mitjançant el qual una tecnologia passa de ser desconeguda a ser part de la vida diària d'un agent (o la tecnologia mateixa s'involucra amb l'individu). Es distingeix de les teories tecnològiques, com el constructivisme i el determinisme tecnològic, ja que aquestes intenten explicar la relació existent entre 'societat' i 'tecnologia'.

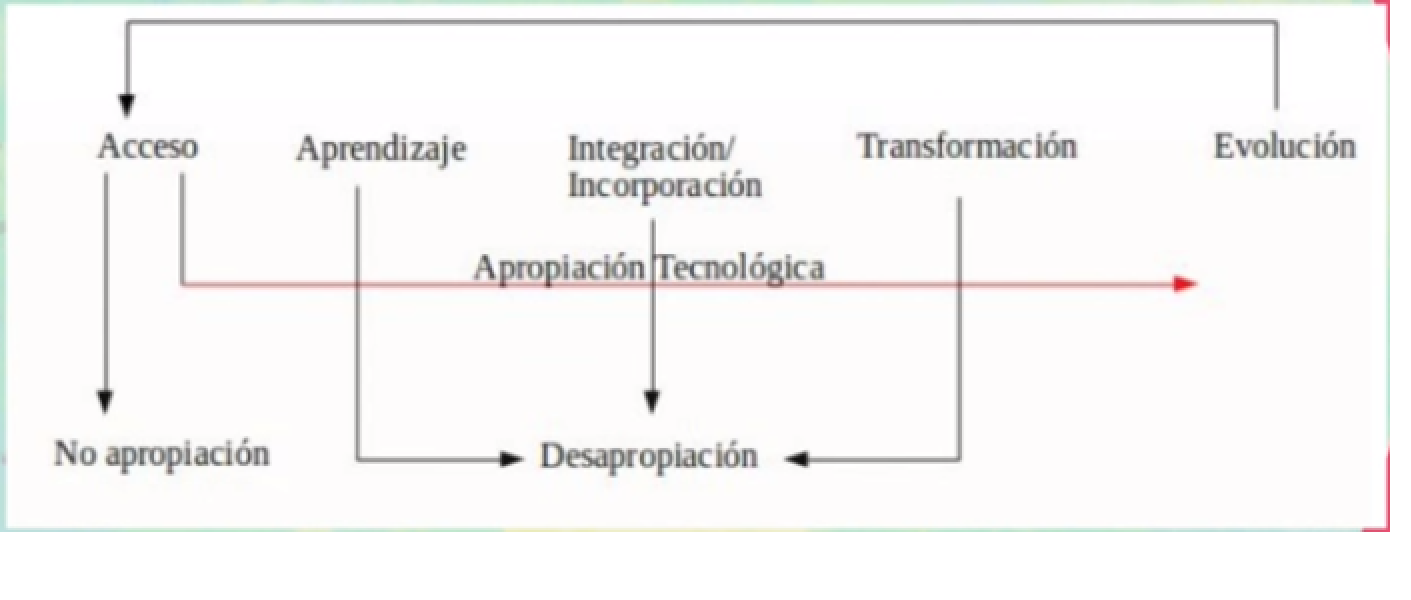
Model Racional d'Apropiació Tecnològica (Quezada H, Pérez Comisso, 2016)

## Etapes de l'apropiació
L'Apropiació tecnològica consta de quatre etapes fonamentals que acaben amb l'adopció de coneixements, habilitats i noves estratègies tecnològiques. Aquestes etapes són: l'accés, l'aprenentatge, la integració i la transformació, encara que aquesta última no es produeix en tots els casos.

### Accés
Aquesta etapa es refereix al pas de la revelació de la tecnologia en qüestió. L'individu passa d'ignorar-la completament a prendre consciència de la seva existència. L'accés pot tenir múltiples fonts: un regal, una trobada accidental, un robatori, una aparició instantània o, fins i tot, una imposició, quan l'accés a una certa tecnologia no és necessàriament un acte voluntari ni conscient. L'individu pot estar en contacte físic amb una determinada tecnologia però ignorar-ho, i no dur a terme el procés d'apropiació.
També existeix el problema que l'accés moltes vegades és restringit per autoritats o altres individus, privant als usuaris de coneixements i de certes tecnologies, dificultant encara més el procés d'evolució tecnològica. Una de les fites més rellevants dels últims anys per prevenir això ha estat el desenvolupament del moviment d'accés obert al coneixement científic i humanístic (Budapest Open Access Initiative), que pretén establir i posar en pràctica accions que permetin l'accés públic i obert a la literatura científica arbitrada i prepublicació en tots els camps del coneixement.
Quan un ja és conscient de la tecnologia i existeix l'accés físic, l'usuari és qui decideix si apropiar-la o no. En cas negatiu, es talla el procés d'apropiació, i en cas contrari, si l'individu accepta la tecnologia, comença la segona etapa que és el procés d'aprenentatge.

### Aprenentatge
Aquesta etapa es refereix a la varietat de processos a través dels quals l'individu adquireix coneixements sobre certa tecnologia i desenvolupa habilitats per a la seva utilització. L'aprenentatge de cada individu és únic i depèn de la situació en la qual es trobi, és per això que la capacitat per adquirir coneixements tecnològics de forma eficient depèn molt de la capacitat d'absorbir l'experiència i poder adaptar-la a les condicions locals. L'aprenentatge en la majoria dels casos és un procés complex i funciona en conjunt d'un grup d'individus, ja sigui família, col·legi, govern, etc. Linsu Kim, professor de Gestió en la Facultat d'Administració d'empreses de la Universitat de Corea, diu que “L'aprenentatge tecnològic no pot ser explicat per un o dos factors; requereix un sistema nacional d'innovació efectiu, que implica un procés complex, interactiu i, per tant, integrat socialment, on intervenen institucions formals i informals en els contextos circumstancial i cultural d'un estat nació.”
Moltes vegades el procés d'aprenentatge antecedeix a l'accés per temes pràctics (i.g. els joves han de ser conscients de la utilitat i forma d'ús dels mètodes anticonceptius abans d'experimentar amb ells), de seguretat (vehicles, armes de foc, drogues) o simplement es prioritza l'aprenentatge teòric abans que l'accés físic/aprenentatge pràctic amb propòsits educatius. En aquesta etapa l'individu obté el coneixement bàsic inicial d'una tecnologia però també comença a comprendre-la, i a través d'experimentació pot començar a fer-la part de la seva vida, la qual cosa porta a la següent etapa de l'apropiació tecnològica, la integració.
La palabra integrar significa “Agregar una cosa o elemento para completar un todo”, y es a eso lo que apunta esta etapa de la apropiación. La tecnología ya entendida y puesta en práctica se convierte en una extensión más de nuestras vidas, se alcanza un nivel de simbiosis en donde el usuario necesita de tal tecnología para llevar a cabo una tarea que le es necesaria o que la misma tecnología le ha convertido en necesidad. El usuario ya es capaz d'incorporar esta tecnología con otras que utilizaba previamente para formar un todo, el proceso d'observación y aprendizaje finaliza y ya se hace uso d'esta tecnología muchas veces de manera inconsciente. La integración és el nivel más alto de apropiación tecnológica. Si bien una tecnología puede ya ser parte d'un individuo, esto puede cambiar: la tecnología puede cambiar ligeramente, evolucionar para satisfacer más necesidades, o también ser abandonada por completo pues la necesidad desaparece. En este caso, hablamos de desapropiación tecnológica, cuando el usuario deja d'estar en contacto con esta tecnología y deja d'utilizar los conocimientos adquiridos en las fases previas de la apropiación. Este cambio corresponde a la transformación de la tecnología, que incluye la evolución e innovación.
La palabra integrar significa “Agregar una cosa o elemento para completar un todo”, y es a eso lo que apunta esta etapa de la apropiación. La tecnología ya entendida y puesta en práctica se convierte en una extensión más de nuestras vidas, se alcanza un nivel de simbiosis en donde el usuario necesita de tal tecnología para llevar a cabo una tarea que le es necesaria o que la misma tecnología le ha convertido en necesidad. El usuario ya es capaz d'incorporar esta tecnología con otras que utilizaba previamente para formar un todo, el proceso d'observación y aprendizaje finaliza y ya se hace uso d'esta tecnología muchas veces de manera inconsciente. La integración és el nivel más alto de apropiación tecnológica. Si bien una tecnología puede ya ser parte d'un individuo, esto puede cambiar: la tecnología puede cambiar ligeramente, evolucionar para satisfacer más necesidades, o también ser abandonada por completo pues la necesidad desaparece. En este caso, hablamos de desapropiación tecnológica, cuando el usuario deja d'estar en contacto con esta tecnología y deja d'utilizar los conocimientos adquiridos en las fases previas de la apropiación. Este cambio corresponde a la transformación de la tecnología, que incluye la evolución e innovación.

### Transformació
Si ben el concepte d'apropiació tecnològica intenta comprendre la relació entre tecnologia i individu, la transformació d'una tecnologia requereix normalment de la comunicació entre els integrants d'una comunitat. Amb el pas del temps i ús constant i repetitiu de certa tecnologia, nous usos i necessitats comencen a ser evidents, i són alguns pocs individus anomenats innovadors els que decideixen conscient o inconscientment innovar una tecnologia ja integrada, aconseguint una nova comprensió de la tecnologia inicial. Existeixen graus d'importància, visió futurísta (ciència-ficció, utilitat i practicidad dels innovadors, tant per la tecnologia que desitgen fer evolucionar, com la seva capacitat per predir que és el que necessiten els usuaris que es transformi la tecnologia original, i és en aquestes característiques que es diferencien els inventors, escriptors utòpics, enginyers, dissenyadors, comerciants, etc. Famosos exemples d'innovadors moderns són Steve Jobs i Elon Musk, tant per la seva contribució revolucionària com la seva visió futurista. Alguns conceptes claus per entendre la innovació són:
- No està restringida a la creació de nous productes
- No està restringida a idees revolucionàries
- No està restringida a desenvolupaments tecnològics (es pot descobrir com una altra tecnologia ja existent pot reemplaçar de millor manera a aquesta)
- Amplia la gamma de productes i serveis cap als usuaris
- Certes innovacions poderoses són capaces de determinar i separar espècies

Un exemple de l'últim punt és la separació que fan els antropòlegs entre els Australopithecus i Homo habilis, sent aquests últims destacats per la innovació que van produir en ser capaces d'aprofitar el afilamiento de roques per crear armes per a la seva protecció i caça, cosa que els seus avantpassats no havien aconseguit. Un exemple més actual es visualitza en com la revolució científica ocasionada per la ruptura del paradigma de la mecànica clàssica i l'entrada en escena de la física relativista i la física quàntica van originar el desenvolupament de noves teories en la física de semiconductors. Aquesta física va donar lloc, dins de l'electrònica, a la crisi del paradigma de l'electrònica de tub de buit que imperava, gràcies a la invenció del transistor, "creant-se una nova era no només per a la ciència i la tecnologia sinó per a la humanitat pels canvis culturals, econòmics, socials i polítics"
L'evolució de les tecnologies és el procés culminant de l'apropiació tecnològica i és el motor del desenvolupament tecnològic humà.